# Tadeusz Skarżyński (aktor)

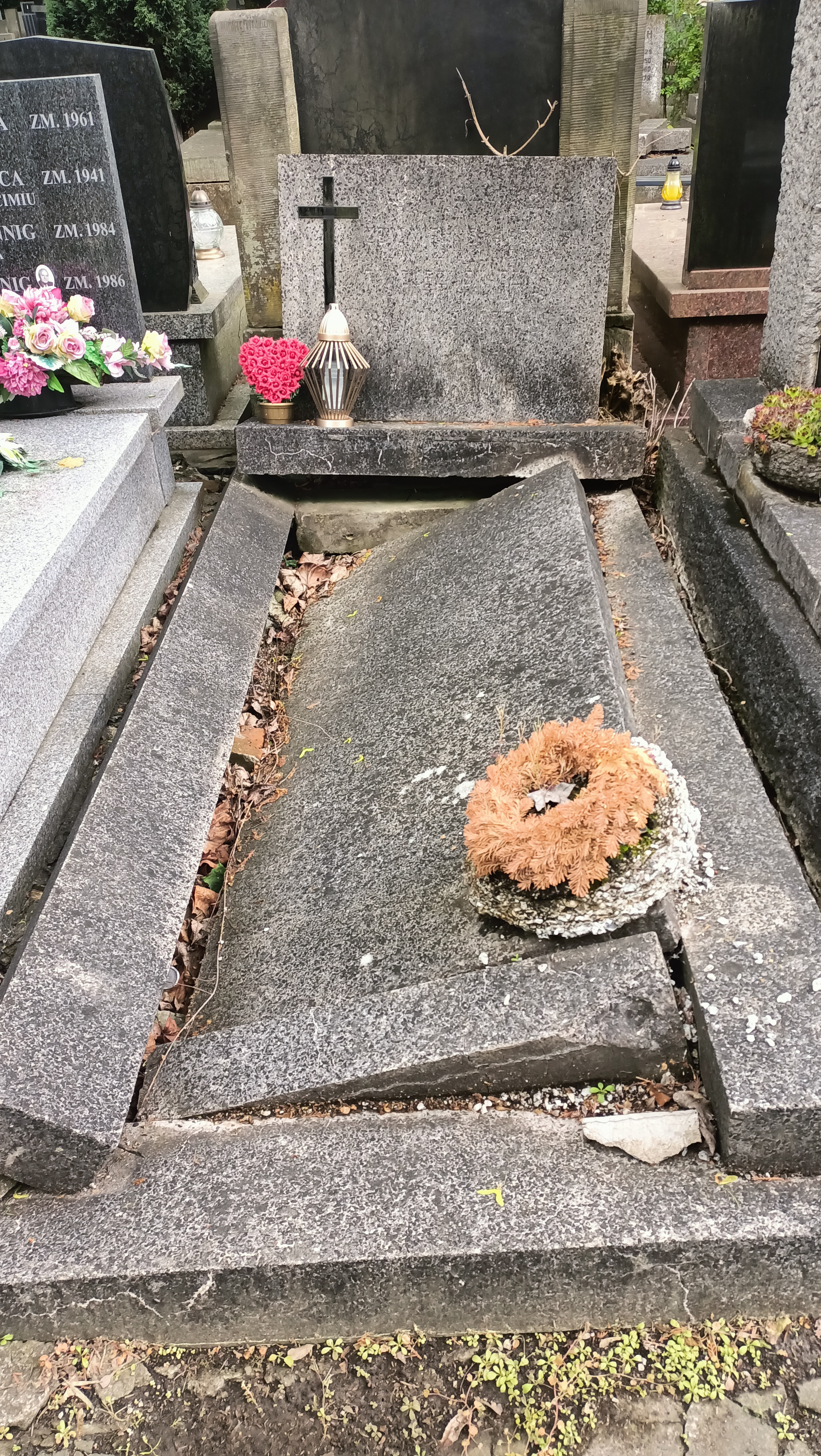
Grób Tadeusza Skarżyńskiego na cmentarzu powązkowskim w Warszawie

Tadeusz Szkarżyński (Skarzyński) (ur. 10 kwietnia 1886 w Kutnie, zm. 2 kwietnia 1944 w Radomiu) –
polski aktor teatralny i filmowy, reżyser teatralny, dyrektor teatrów.

## Życiorys
W 1905 roku wraz z bratem Witoldem za udział w strajku szkolnym oraz przynależność do PPS został usunięty ze szkoły, aresztowany oraz osadzony w Twierdzy Modlin. Po opuszczeniu aresztu występował w amatorskich przedstawieniach warszawskiego Koła Handlowców oraz uczęszczał do Klasy Dramatycznej przy Warszawskim Towarzystwie Muzycznym. W kolejnych latach występował w Łodzi (1908, 1913-1915), Wilnie (do 1911), Kijowie (1911-1912, 1912-1913), Płocku oraz Radomiu (1912).
Lata 1915-1917 spędził w Rosji, grając m.in. w polskim Teatrze Ludowym w Petersburgu (1916-1917). Następnie przebywał w Finlandii, należąc do sekcji dramatycznej stowarzyszenia Zjednoczenie Polskie w Helsinkach (1917-1918). Po powrocie do kraju występował na scenach stołecznych: w Teatrze Praskim (1918-1921), Teatrze im. Bogusławskiego (1921-1922) Teatrze Polskim oraz Teatrze Małym (1923-1925). Sezon 1925/1926 spędził na deskach Teatru Miejskiego w Bydgoszczy, a kolejny - Teatru Letniego w Warszawie.
W 1927 roku objął dyrekcję Teatru Miejskiego w Płocku. Tam też, w 1928 roku wyreżyserował widowisko pt. "Wesele na Kurpiach" wg dramatu ks. Władysława Skierkowskiego. Z przedstawieniem tym zespół występował w latach 1928-1929 m.in. w Warszawie, Wilnie i Poznaniu. Skarżyński wyreżyserował dwa kolejne widowiska: "Wesele sandomierskie" oraz "Wesele łowickie" i - po przekształceniu zespołu w objazdowy Teatr Regionalny - 
odwiedził z nimi w latach 1929-1930 ponad 90 polskich miast.
Od 1932 roku zajmował się wyłącznie aktorstwem. Był członkiem zespołów warszawskich: Teatru Ateneum (1932) i Teatru Polskiego (1933) oraz gdyńskiego Teatru Spółdzielczego (1939). Podczas II wojny światowej należał do polskiego ruchu oporu. Z tego powodu został w marcu 1944 roku aresztowany przez Gestapo i osadzony w radomskim więzieniu, gdzie zmarł.

### Rodzina
W 1915 roku w Wilnie zawarł związek małżeński z Wandą Maria Romm. Z małżeństwa urodziła się dwójka dzieci: Ewa (1920-1929) oraz Zbigniew (1922-1943). Cała rodzina została pochowana na Cmentarzu Powązkowskim w Warszawie (kw. 109, rz. 3, m. 19).

## Filmografia
- Sezonowa miłość (1918) - mąż Anny
- Rozporek i Ska (1918) - Karol Bojarski
- Nie damy ziemi, skąd nasz ród (1920) - sztygar

Źródło: